# Christian Kausler
Christian Kausler (* 23. August 1761 in Oberrot, (Oberamt Gaildorf); † 20. August 1822 in Stuttgart) war ein württembergischer Oberamtmann.

## Leben und Beruf
Der Sohn eines Pfarrers erhielt Unterricht bei privaten Lehrern. Zur Vorbereitung auf das Studium arbeitete er in der Kanzlei eines Oberamtmanns. Zwischen 1777 und 1782 studierte Christian Kausler Rechtswissenschaften in Tübingen. Von 1783 bis 1790 war er Hofgerichtsadvokat beim Hofgericht Tübingen, von 1790 bis 1802 dann Oberamtmann in Oppenweiler und Konsulent mehrerer Familien. 1802 wurde er Hof-Kommissar für den Ritterkanton Kocher, von 1803 bis 1808 leitete er als Oberamtmann das Oberamt Eßlingen. Zeitweise war er als Organisationskommissar nach Hohenlohe abgeordnet. Von 1808 bis 1811 war er Oberamtmann in Neuenbürg, 1809 auch Kommissar zur Berichtigung der Grenze mit Baden. Weitere Stationen seiner Laufbahn als Oberamtmann waren von 1811 bis 1813 das Oberamt Göppingen und von 1813 bis 1819 das Oberamt Leonberg. 1819 war Kausler als Oberamtmann in Reutlingen vorgesehen, ging aber als Regierungsrat zur Schifffahrtskommission. Ende 1820 wurde er zusätzlich zusammen mit Johann Daniel Georg von Memminger in die Leitung des Königlich Statistisch-Topographisches Bureau des Königreichs Württemberg berufen.
Christian Kausler war Mitglied der vaterländischen Gesellschaft der Ärzte und Naturforscher. 